# Tiana (Italien)
 For alternative betydninger, se Tiana. (Se også artikler, som begynder med Tiana)
Tiana (sardisk: Tìana) er en by og en kommune (comune) i provinsen Nuoro i regionen Sardinien i Italien. Byen ligger i 564 meters højde og har 499 indbyggere (2016). Kommunen har et areal på 19,32 km² og grænser til kommunerne Austis, Desulo, Ovodda, Sorgono, Teti og Tonara.